# Krastyo Hadzhiivanov
Krastyo Hadzhiivanov (25 de diciembre, 1929-27 de junio, 1952) fue un poeta búlgaro nacido el 25 de diciembre de 1929 en Kapatovo, región de Pétrich.

## Biografía
Empezó a redactar sus primeras poesías a los cinco años. Apenas teniendo catorce años se hizo partisano, fue héroe en los campos minados de la línea “Metaxas” en Macedonia Egea y en los mítines en Seres y Demir Hisar. Varias veces se negó a seguir estudios en Moscú. Después del 9 de septiembre de 1944 fue perseguido por el régimen comunista a causa de sus ideas patrióticas. Romántico e idealista de carácter, se manifestó de modo similar en sus versos, muchas veces recitados en las plazas mayores de los pueblos, en tertulias y en las escenas de las Casas de Cultura. Fue perseguido aun cuando era estudiante en el instituto y más tarde fue enviado a ser torturado y a una muerte segura en las minas de uranio en el pueblo de Sèslavtsi (Sofia). Durante una huelga en la mina fue matado un amigo suyo. Pasó a la clandestinidad en la región de Pirin con el fin de cruzar la Cortina de Hierro. Fue matado en acecho cerca del pueblo de Kulata. Según una de las versiones de la Seguridad Estatal fue matado en Grecia como saboteador. El PCB (Partido Comunista de Bulgaria) y la Seguridad Estatal lo declaran “traidor de la patria” y “enemigo del pueblo” para poder justificar sus crímenes. Cada año el 27 de junio muchos lo conmemoran delante del monumento erguido en el mismo sitio.
Con la ayuda de activistas checoslovacos de la “revolución suave” los versos del poeta ingenioso se publicaron en 1990 en “Versos y poemas”. En 2003 gracias al financiamiento del gobierno de Eslovaquia se edita “Plamene làsky k slobode”. En Bulgaria se editan “Pie de león en la cintura” (1996), “Cantos resucitados” (1998), “Canciones sin escuchar” (1999), “Canciones de águila para la libertad” (2006), “Pensamientos bajo las estrellas” (2007). Las fundaciones “Espartaco” y “Noches de la poesía en Melnik” en el municipio de Sandanski constituyeron un premio anual internacional con el nombre del poeta Krastio Hadzhiivanov. En el poemario “Zornitsa” de 1999 y en la antología “Vechernitsa” de 2000 se le ha mencionado entre los 25 poetas búlgaros de mayor importancia. “Literàrny tyždennìk” para Chequia y Eslovaquia del 25 de agosto de 2004 y los críticos literarios lo posicionan entre los mayores autores y pensadores del siglo veinte. Su poesía y su vida siguen las tradiciones humanísticas y fieles a la libertad de nuestros antecedents Orfeo, Espartaco, los santos hermanos de Tesaloniki Cirilo y Metodio, Paisiy, Botev, Levski y Gotse Delchev.
Predestinado por la adivina la abuela Vanga este poeta adivina también en su poesía la demolición de “todo mal”, todas las dominaciones y dictaduras, incluso el hitlerismo y el estalinismo y, siendo aún chico, escribe en “Para el pueblo” (1940), la sátira “La victoria de Hitler” (01.01.1944) y más tarde sus obras maestras “El irrazonable” (1948), “Dinero y poder” (1949), “Siberia” (10.01.1950), “No queremos ni la esclavitud ni la guerra”, “Los asesinos”, “Contra la esclavitud”, etc. Concretamente en “Fantasma sepulcral” y parcialmente en las demás leyendas de Pirin ve su condenación y su muerte. Pero lo más admirable es el hecho de que en el final de su poema genial y capital “Canción al hombre y a la vida”, que él terminó unas cuantas horas antes de su muerte, convence a la humanidad y prevé la fuerza victoriosa de la “profunda fe en lo bueno”, “en la razón humana, en el pensamiento”, “en la hermandad humana”y en el progreso colosal sin fin y la alta moral de la humanidad. Su corta vida de 22 años transcurre en un trabajo físico penoso, la carga de pensar y las condiciones extremas de clandestinidad y semiclandestinidad. Por esta razón la última estrofa del poema escribe también la última línea antes de su muerte: “¡Todo escrito de prisa y por consiguiente con errores y faltas sin corregir!” lo que no impidió que la obra fuera valorada como “genial”. He aquí cómo sus sueños con una civilización perfecta coinciden sorprendentemente con el logo de la Comunidad Euroatlántica declarado posteriormente:
“¡Construiremos un mundo sin fronteras
Un mundo de amor, de derecho, de libertad!”
Inspirado de esta manera pero también equilibrado y tranquilo por la luz de la fe en el triunfo de lo bueno y del progreso humano Krastio recibe mirando “directamente en los ojos”, “la muerte miserable” que le han determinado los tiranos del estalinismo el 27 de junio de 1952. Por esta razón los presidentes Vatslav Havel, Zhelio Zhelev y también Todor Kavaldzhiev, Blaga Dimitrova y profesores, escritores, críticos literarios, poetas y periodistas como G. Tsankov, Kudlichka, Koshka, E. Evtimov, Vladikov, Iv. Dokuzov, Bundov, Drastih y muchos otros que escriben y hablan sobre la inmortalidad de su poesía, moral e ideas: “venido del futuro”, “profeta de la nueva humanidad”, “sobrevivido con siglos las guerras y el tiempo de sus asesinos”, “gigante intelectual”, “parecido a Cristo”, “el genio búlgaro del siglo XX”, ha creado “una poesía más fuerte que la dinamita” que representa una “filosofía poética de la libertad y de la dignidad humana”, “el Solzhenitsin búlgaro en la poesía”. Son únicos también los casos de su modestia, sus logros atléticos sin igual (salto de longitud “más de 10 m”, salto de altura “más de 2 m” y “más rápido que el viento”) ¡y los riesgos para la conservación de su poesía! La poesía escrita hasta el 1950 emigra junto con sus amigos y se publica por el mundo, la escrita hasta su muerte ha sido arrancada de las manos de la Seguridad Estatal y ha sido escondida …
Son significativas las palabras de Krastio en contra de las varias ofertas de ir a estudiar a Moscú y servir a las órdenes de la dictadura: “Yo quiero estudiar en París, no en Moscú porque ésta queda muy cerca de Siberia. Yo no escribiré una oda a Stalin porque él más sangriento que Hitler” (ciudad de Seres, octubre de 1944). ¿No habéis entendido que yo nunca me convertiré en criado y verdugo de ninguna dictadura y mucho menos de la dictadura estalinista? (ciudad de Svetì Vrach, marzo de 1945)”. “Aunque Botev fuera el único búlgaro en el mundo yo me quedaría a ser el segundo después de él” (1946/47 en respusta a las convenciones de apoyar la política de traición nacional de Stalin, Tito, Guergui Dimitrov respecto a la debulgarización de los búlgaros en la Macedonia de Pirin y en toda Macedonia). Mientras en su patria el poeta está condenado al olvido, la emigración búlgara en Europa, Nueva Zelanda, Australia y América conmemora y publica las obras del poeta en sus ediciones, periódicos, hojas de memoria. Son significativos para la poesía y la personalidad de Krastio las 40 dedicatorias y la docena de retratos y esculturas realizadas entre 1954 y 2008. Sensibilizados a la poesía y la obra de Krastio en Chekoslovaquia son los decidentes que posteriormente se convirtieron en primeros ministros, ministros, personas públicas de renombre como yan Charnogurski, M. Kniazhko, F. Gal, Vl. Mechiar al igual que el vice primer ministro eslovaco Pal Chaqui (de origen húngaro). En 1989 el profesor Balgavi vio en la poesía de Krastio la ideología de la revolución sin sangre, la “revolución suave” e indicó la coincidencia entre sus ideas y las estrofas en algunas de sus obras como “No queremos ni la esclavitud ni la guerra”, “Siberia”, “El irrazonable”, “Así debe ser la libertad”, “Contra la esclavitud”, etc. La poesía talentosa de Krastio llena un vacío serio en la literature búlgara y mundial de la época del bolchevismo cuando el PCB citaba como mayores escritores del campo socialista a aquellos que elogiaban a “los líderes, divinidades humanas” y a “los asesinos” “en nombre de la estupidez de la dictadura del proletariado”. Es inevitable mencionar al pintor popular el académico Mikulash Klimchak, el escultor E. Venkov, los artistas populares Eva Kristinova, Bozhidara Tursunova, el concentracionasita de Akimovo Antòn Svrahoets, Dr D. Dimov, ing. Ivan Tododov y muchos otros poetas, periodistas, etc. En 1999 bajo el patronaje del vice-presidente T. Kavaldzhiev se celebra el 70 aniversario del poeta, en 2009 se aprueba por un comité de iniciativas un programa de celebraciones de “80 años Krastio” con presidente el coterráneo y poeta E. Evtimov y presidente de honor T. Kavaldzhiev. Con el deseo de participación declarado desde el extranjero el comité de iniciativas se convierte en comité de iniciativas internacional. Uno de los objetivos principales de este comité de iniciativas, aparte de popularizar la poesía de Krastio, es también la publicación de hechos relacionados con la lucha contra las especulaciones viejas y nuevas respecto a esta poesía, las ideas y el honor del poeta. Porque mientras unos, ofendidos por su lucha, quieren volver a matar al poeta y su espíritu mientras otros “quieren convertirlo en su bandera”, pero lamentablemente se olvidan de que la profecía y la esencia de su “personalidad encantadora”, de este “simpatizante de Orfeo, Espartaco y Botev” consiste en su amor a la libertad, en la alta moral, el mundo soñado pero realista también de su alma y no en su estado de exaltación. Los amigos y los próximos de Krastio que lo conocen bien protestan y con razón contra las especulaciones con sus ideas y la correcta posición ciudadana nacional. Se especula también con el hecho de que a los 14 años, siendo partisano, después del 9 de septiembre de 1944 confirma el poder popular” lo que no es verdad. La mayoría del tiempo está en el territorio de Grecia actual y se hace partisano en 1944 y con la clara conciencia y la esperanza que en el lugar del hitlerismo hay que ayudar a Bulgaria para no caer en manos de la influencia bolchevique. Krastio está bien informado sobre la violencia de los bolcheviques en Rusia y España. Es un hecho comprobado también que mientras está en el grupo de partisan de Alilbotush hasta finales de octubre de 1944 Krastio y su hermano Blagoy no permiten el autoajuste de cuentas y los homicidios y salvan del sadismo de los verdugos comunistas a muchas personas. Él no es comunista, no es terrorista y su lema no es la “union con la URSS”.